# نیکلاس هافمن
نیکلاس هافمن (انگلیسی: Niklas Hoffmann؛ زادهٔ ۹ آوریل ۱۹۹۷) بازیکن فوتبال است.
از باشگاه‌هایی که در آن بازی کرده‌است می‌توان به باشگاه فوتبال سن پائولی اشاره کرد.